# Marc Zopie
Marc-Arthur Zopie est un joueur français de volley-ball né le 31 mai 1987 à Cayenne (Guyane). Il mesure 1,98 m et joue en tant que titulaire au poste de central au REC VOLLEY (Rennes Étudiants Club de Volley).

## Clubs
| Club               | De        | À         |
| ------------------ | --------- | --------- |
| Stade poitevin     | 2009-2010 | 2011-2012 |
| Narbonne Volley    | 2012-2013 | 2012-2013 |
| Harnes Volley-Ball | 2013-2014 | 2013-2014 |
| Montpellier UC     | 2013-2014 | 2013-2014 |
| Saint-Nazaire VBA  | 2014-2015 | 2014-2015 |
| Rennes Volley 35   | 2015-2016 | 2015-2016 |
| Tourcoing LMVB     | 2016-2017 | 2017-2018 |
| Stade poitevin     | 2018-2019 | 2020-2021 |

## Palmarès
- Championnat de France (1)
  - Vainqueur : 2011
  - Finaliste : 2012